# Sonatina
Sonatina – forma muzyczna, krótka, miniaturowa sonata, zwykle przeznaczona do celów dydaktycznych.
Posiada budowę dwu- lub trzyczęściową, z której pierwsza część utrzymana jest w formie sonatowej. Zazwyczaj A + B + C.
- A - ekspozycja - ok. 16 taktów
- B - przetworzenie - ok. 8 taktów
- C - repryza - ok. 16 taktów

Jak wiele terminów muzycznych, sonatina jest używana niekonsekwentnie. W najpopularniejszym znaczeniu jest to krótka, łatwa sonata dla studentów, taka jak sonatina Clementiego. Jakkolwiek, nie wszystkie sonatiny nie są wymagające pod względem technicznym, chociażby wirtuozowskie sonatiny Busoniego, Alkana oraz Sonatina Ravela, której tytuł zwraca uwagę na jej neoklasyczną jakość. Z drugiej strony, niektóre sonaty mogłyby być nazwane sonatinami, chociażby te Beethovenowskie z op. 49 zatytułowane przez kompozytora „Dwie Łatwe Sonaty na Fortepian” zawierają jedynie dwie krótkie części, allegro sonatowe, krótkie rondo lub menuet, wszystkie w możliwości średnio-zaawansowanego studenta. Inne prace nazywane „Sonatina” są przypisywane Beethovenowi, jak Sonatina F-dur, jakkolwiek. Bardzo popularne są Sonatiny Muzia Clementiego. Do dziś stanowią one materiał dydaktyczny do nauki gry na fortepianie. 
Sonatina powinna mieć jedną lub więcej wymienionych cech: krótkość, mniej części niźli cztery w późnoklasycznej sonacie; prostota techniczna; lżejszy, mniej poważny charakter; (w muzyce postromantycznej) neoklasyczny styl lub nawiązanie do muzyki wcześniejszej. 
Pierwsza (lub jedyna) część jest zazwyczaj skrócona forma sonatowa, z małym lub żadnym rozwinięciem tematów. Z tego powodu, sonatina jest czasem definiowana, szczególnie w brytyjskiej wersji języka, jako krótka forma sonatowa, w której sekcja rozwinięcia jest jedynie formalnością, lub jej nie ma: po ekspozycji wchodzi krótki pasaż mostowy modulujący do tonacji wyjściowej do repryzy. 
Sonatiny o dużych walorach artystycznych tworzyli: Beethoven, Busoni, Ravel, Szeligowski  

## Ważniejsi kompozytorzy sonatin[1][2][3]
- Béla Bartók
- Ludwig van Beethoven
- Ferruccio Busoni
- Muzio Clementi
- Anton Diabelli
- Jan Ladislav Dussek
- Antonín Dvořák
- Friedrich Kuhlau
- Wolfgang Amadeus Mozart
- Siergiej Prokofjew
- Maurice Ravel
- Franz Schubert
- Jean Sibelius
- Tadeusz Szeligowski